# Hoboken (Anversa)
Hoboken è una località del Belgio fiammingo, nel comune di Anversa.
Già comune autonomo, fu incorporato ad Anversa il 1º gennaio 1983.